# Unilever
Unilever je britanska transnacionalna tvrtka za široku potrošnju sa sjedištem u Londonu, Ujedinjenom Kraljevstvu. Njegovi proizvodi uključuju hranu i pića (oko 40 posto prihoda), sredstva za čišćenje, kozmetičke proizvode i sredstva za osobnu njegu. To je sedma najvrjednija tvrtka u Europi.  Unilever je jedna od najstarijih multinacionalnih kompanija; njeni su proizvodi dostupni u oko 190 zemalja.

## Vanjske poveznice
- Službena stranica (engl.)